# Gutland
Ne doit pas être confondu avec Jutland.
Pour l’article homonyme, voir Gutland (film).
Le Gutland (prononcé /gut.land/ et qui signifie « Bon Pays » en luxembourgeois) est une région couvrant le centre et le sud du Grand-Duché de Luxembourg.
Il couvre 68 % du Luxembourg qu'il se partage avec l'Oesling (32 %). Il n'est pas homogène et comprend cinq sous-régions principales : la Vallée des sept châteaux, la Petite Suisse luxembourgeoise, le plateau de Luxembourg, la vallée de la Moselle et les Terres Rouges.
En dépit de sa variété, le Gutland a des caractéristiques géographiques propres assez différentes de celles de l'Oesling, à la fois sur des plans physiques et humains. Contrairement à la faible densité de population de l'Oesling, le Gutland est relativement urbanisé. Les zones urbaines sont le plus souvent rassemblées dans les cantons de Capellen, Esch-sur-Alzette, Luxembourg, Mersch, tandis que d'autres parties du Gutland, comme les cantons de Redange, Echternach, Grevenmacher et Remich, sont presque aussi peu peuplées que l'Oesling.
Le Gutland est de plus faible altitude et plus plat que l'Oesling et géologiquement, la région est essentiellement une grande formation de grès datant du Trias-Jurassique, alors que l'Oesling est essentiellement du schiste et du quartz du Dévonien. Enfin, le Gutland est une région agricole et fertile (d'où son nom) et est donc moins boisé que l'Oesling dont ses forêts sont plus nombreuses et profondes, témoignage de son rythme plus lent de développement démographique.

## Histoire
Le Gutland fut connu pour ses exploitations minières dans la région de la Minette (les Terres rouges), qui allaient de Dudelange à Rodange. 
Dans les années 1980, les dernières mines fermèrent leurs portes.
Il existe encore des musées de mines à Dudelange, Rumelange et Lasauvage.

## Géographie

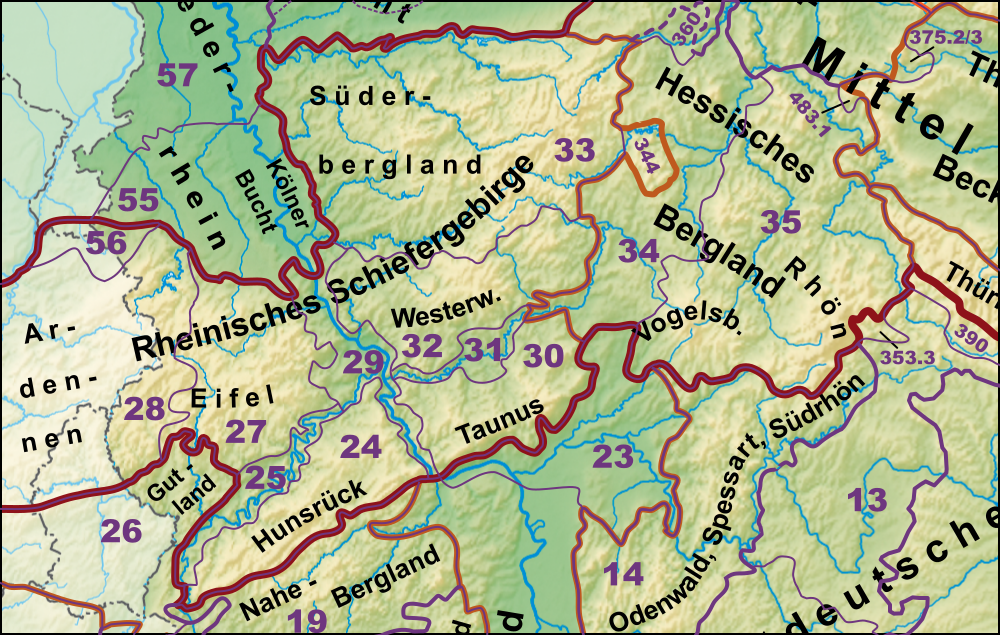
Partie allemande du Gutland

Le Gutland est délimité au nord par une ligne imaginaire partant à l'ouest du sud de Perlé (frontière belge) vers l'est jusqu'au sud de Vianden (frontière allemande).